# Linguistic Intergroup Bias
Linguistic Intergroup Bias, auch Sprachverzerrungen im Intergruppenkontext, bezeichnet eine sozialpsychologische Theorie, die sich mit subtilen sprachwissenschaftlichen Mechanismen der Kommunikation zwischen Gruppen befasst. Sie basiert auf dem Linguistischen Kategorienmodell nach Semin und Fiedler und beschreibt den Einfluss der Eigengruppenbevorzugung auf die Wahl der linguistischen Kategorie beim Beschreiben der Eigen- bzw. Fremdgruppe.

## Annahmen
Die Theorie der sozialen Identität nach Henri Tajfel besagt, dass Individuen eine Kategorisierung vornehmen in Eigengruppe (ingroup) und Fremdgruppe (outgroup). Gruppenidentifikation ist der Ausgangspunkt zur Schaffung einer sozialen Identität. Damit verbunden ist das Streben nach einem positiven Selbstwert. Dieser kann mittels der (Bevorzugung der) Eigengruppe(nidentität) und damit durch Abgrenzung und einem relativen Vergleich gegenüber einer Fremdgruppe erreicht werden.
Beim Beschreiben von Handlungen von Gruppenmitgliedern können unterschiedliche linguistische Kategorien gewählt werden. Semin und Fiedler differenzieren im Rahmen des Linguistischen Kategorienmodells vier Kategorien, die sich in ihrer Abstraktion unterscheiden und damit unterschiedliche Rückschlüsse auf die involvierte Person zulassen.
| Abstraktionsebene             | Negatives Verhalten              | Positives Verhalten             | Abstraktionsgrad |
| ----------------------------- | -------------------------------- | ------------------------------- | ---------------- |
| Deskriptives Handlungsverb    | „Der Mann schlägt eine Person.“  | „Der Mann streichelt den Hund.“ | konkret          |
| Interpretatives Handlungsverb | „Der Mann verletzt eine Person.“ | „Der Mann liebkost den Hund.“   |                  |
| Zustandsverb                  | „Der Mann hasst eine Person.“    | „Der Mann mag den Hund.“        |                  |
| Adjektiv                      | „Der Mann ist aggressiv.“        | „Der Mann ist tierlieb.“        | abstrakt         |

Alle (jeweils vier) Aussagen können bei der Beschreibung einer Handlung gleichermaßen als „richtig“ oder „wahr“ gelten. Dennoch gibt ein deskriptives Handlungsverb lediglich objektive Informationen über eine konkrete Handlung und ihren speziellen Situationsbezug. Interpretative Handlungsverben stellen eine weitere Abstraktionsebene dar und bilden eine allgemeinere Beschreibungskategorie, die keinen Rückschluss auf eine konkrete Handlung zulässt. Beispielsweise kann das Verletzen oder das Liebkosen einer Person auf ganz unterschiedliche (konkrete) Weise stattfinden. Zustandsverben lassen gar keinen Rückschluss auf die eigentliche Handlung zu. Ähnlich wie Adjektive zeigen sie zeitliche Stabilität im Verhalten auf und lassen auf Dispositionen des Subjekts schließen.
Linguistic Intergroup Bias bezeichnet im Intergruppen-Kontext die Neigung eines Gruppenmitglieds mittels linguistischer Kategorien positive Informationen über die Eigengruppe und negative Informationen über die Fremdgruppe abstrakt zu kommunizieren, während positive Informationen über die Fremdgruppe und negative Informationen über die Eigengruppe eher konkret beschrieben werden.
|             | Negatives Verhalten | Positives Verhalten |
| ----------- | ------------------- | ------------------- |
| Eigengruppe | Konkret             | Abstrakt            |
| Fremdgruppe | Abstrakt            | Konkret             |

## Entstehungszusammenhang
Ausgehend von den Verzerrungen, die sich durch Gruppenzugehörigkeiten ergeben und in zahlreichen Studien in unterschiedlichen Kontexten bestätigt wurden, gingen Maass et al. auch von einer Favorisierung der Eigengruppe aus, die sich linguistisch niederschlägt. Gleichsam, so die Vermutung, sollte sich umgekehrt auch eine linguistische Diskriminierung der Fremdgruppe nachweisen lassen.

### Experiment

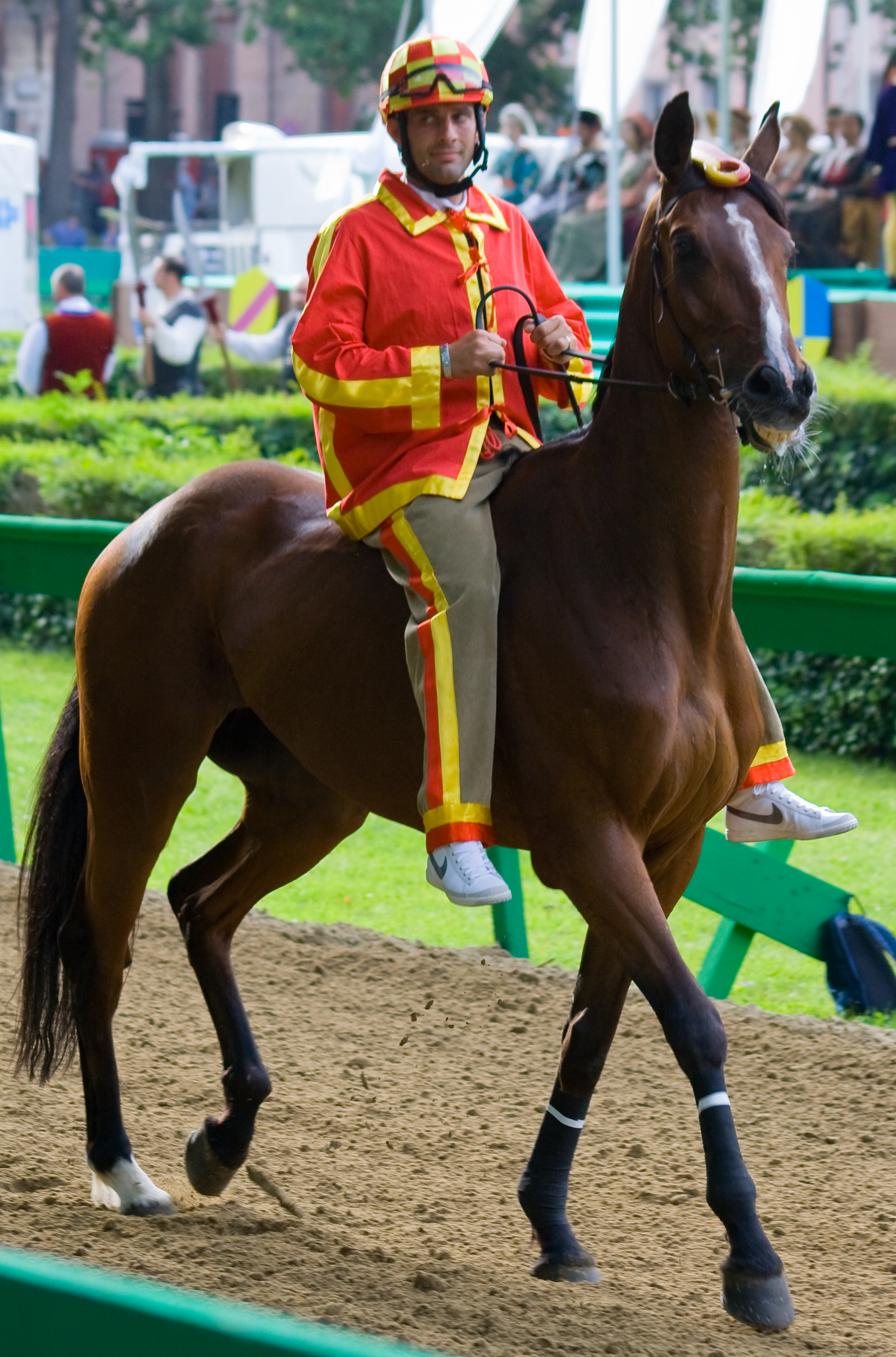
Jockey im Rahmen des Palios der italienischen Stadt Ferrara im Jahr 2008

Zum Nachweis der Hypothese mussten soziale Gruppen gefunden werden, die in einem bedeutsamen kulturellen Kontext zueinander stehen. Im oberitalienischen Ferrara machte man derartige soziale Gruppen im Rahmen des alljährlichen Palio aus, bei dem Stadtteile  innerhalb von hart umkämpften Pferderennen gegeneinander antreten.
Innerhalb der Wettkampfwochen nahmen von zwei im Wettkampf ebenbürtigen Stadtteilen insgesamt 15 Frauen und 36 Männer an einer Studie teil. Die Experimente wurden im jeweiligen Clubhaus der Stadtteile vorgenommen. Dabei wurden den Probanden jeweils 16 Cartoons gezeigt, in denen ein Mitglied des eigenen oder des gegnerischen Clubs bei einer Handlung gezeigt wurden. Zur einen Hälfte wurden in den Bildern negative und zur anderen positive, also wünschenswerte Handlungen dargestellt. Zudem zeigten die Bilder teils nur die Akteure und teils Interaktionen mit jeweils anderen. Weiterhin fand eine Unterteilung in generelle Handlungen (bspw. einen Hund treten), und Handlungen, die sich speziell auf das Palio beziehen (bspw. das Pferd dopen). Den Probanden wurde vorab berichtet, dass die Handlungen jeweils auf wahren Begebenheiten beruhten, jedoch müsse die Anonymität der jeweiligen Akteure innerhalb der Untersuchung zu deren Schutz sichergestellt sein, so die Versuchsleiter.
Die Bilder mussten durch die Probanden beschrieben werden: Dazu konnten sie eine von vier Beschreibungen ankreuzen, die sich auf die jeweilige auf dem Bild dargestellte Handlung bezogen. Die vier möglichen Beschreibungen unterschieden sich analog zum Linguistischen Kategorienmodell im Grad ihrer sprachlichen Abstraktion. Nach dem Ankreuzen der Beschreibungen sollte die Erwünschtheit der Handlung auf einer Skala bewertet werden.

### Ergebnisse
Das Experiment bestätigte die anfängliche Hypothese: Es zeichnete sich bei den Ergebnissen ein systematischer Zusammenhang zwischen der gewählten linguistischen Abstraktion und der Erwünschtheit der jeweiligen Handlung bei Eigen- und Fremdgruppe ab:
Während für das positive Verhalten der Eigengruppe weitgehend abstrakte und für das negative Verhalten der Eigengruppe überwiegend konkrete Beschreibungen gewählt wurden, gilt für die Fremdgruppe das Gegenteil. Hier bestand die Neigung positives Verhalten mit konkreten Umschreibungen und negatives Verhalten abstrakt zu beschreiben.